# Bundeskartellamt
El Bundeskartellamt es la autoridad alemana responsable de la regulación de la competencia y de los derechos de los consumidores. Establecido en 1958, forma parte del Ministerio Federal de Economía y Tecnología del Gobierno federal de Alemania. La oficina tiene su sede en Bonn, en el estado de Renania del Norte-Westfalia desde 1999 y está presidido por Andreas Mundt.